# 中国致公党海南省委员会
中国致公党海南省委员会，简称致公党海南省委、海南致公党，是中国致公党在海南省的地方组织。